# Psyrassa aliena
Psyrassa aliena là một loài bọ cánh cứng trong họ Cerambycidae.